# Organy w Smecznie

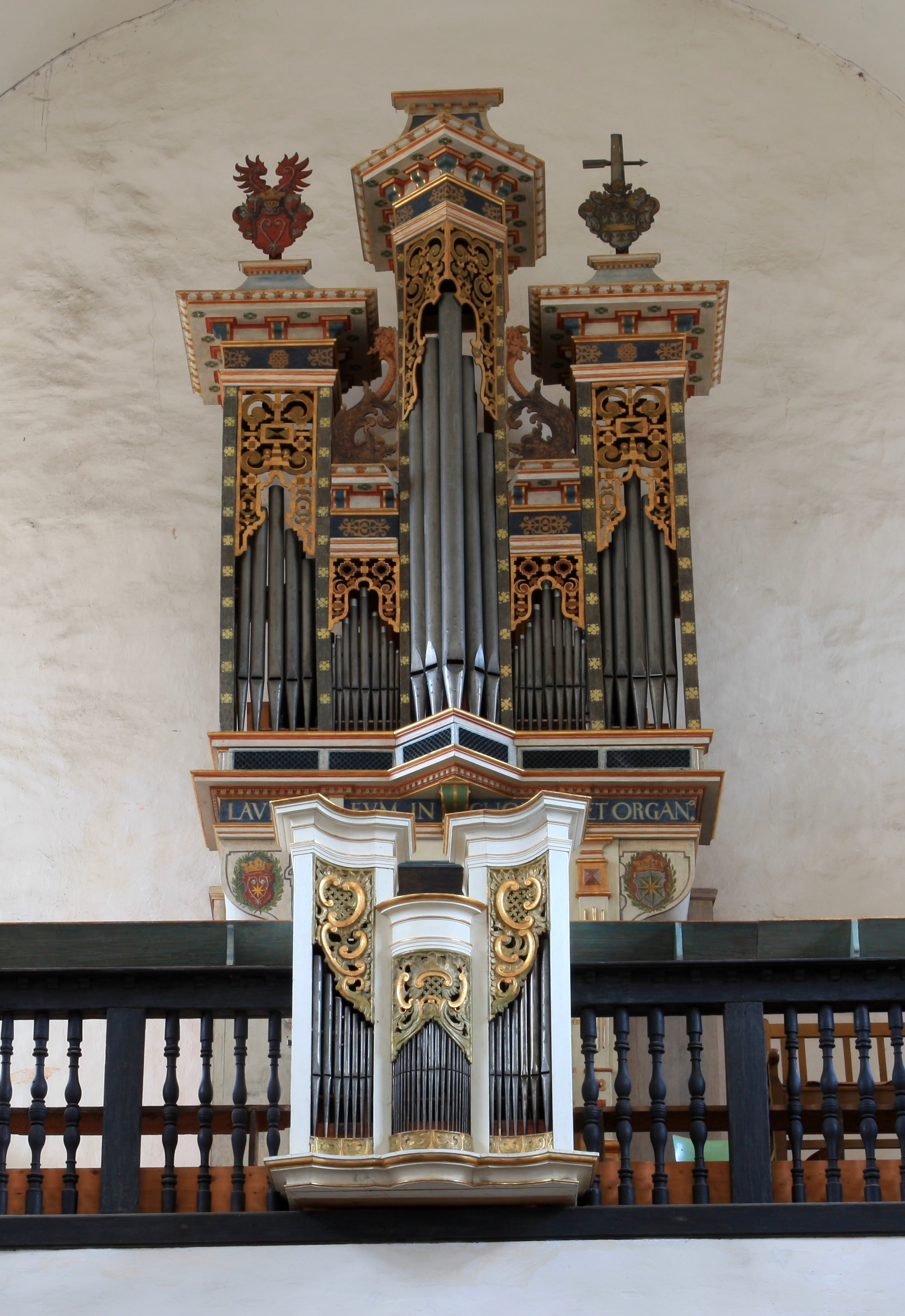

Organy w Smecznie – 13-głosowe renesansowe organy piszczałkowe z mechaniczną trakturą w gotycko-renesansowym kościele Świętej Trójcy w miejscowości Smeczno w Czechach. Najstarsze w Czechach, i jedne z najstarszych w Europie Środkowej organów wyposażonych w trakturę mechaniczną. Zbudowane w 1587 przez nieznanego organmistrza. Kilkukrotnie restaurowane i modyfikowane. Ostatnia renowacja z 1990 przywróciła je do stanu z XVIII wieku, kiedy do oryginalnego instrumentu dodany został pozytyw.

## Charakterystyka
Organy umieszczone są na emporze nad głównym wejściem do kościoła. Zachowany z XVI wieku prospekt ma trójwieżową, architektoniczną formę, ze środkową wieżą wysuniętą ostrokątnym ryzalitem. Wszystkie wieże zwieńczone są fryzami z wydatnymi gzymsami, prawie do połowy fasady zasłonięte rzeźbionymi w geometryczne kształty kotarami, i połączone wąskimi, podobnie zdobionymi segmentami. Dobudowany w XVIII wieku barokowy, architektoniczny i dwuwieżowy pozytyw umieszczony jest w balustradzie chóru. Na szczytach wież bocznych głównego instrumentu umieszczone są herby rodów Bořit i Bruntálsk. Stół gry wbudowany jest w wąski cokół prospektu; wyposażony jest w jeden manuał i jeden pedał. Organy zostały zdewastowane i częściowo ograbione w trakcie wojny trzydziestoletniej, ale zachowała się część piszczałek z XVI i XVIII wieku.

## Dyspozycja
Dyspozycja po renowacji z 1990:
| Manuał C-c3 | Pedał C-a                                  |
| --- | ------------------------------------------ |
| Principal 8′ Copl major 8′ Salicionale 8′ Principal octav 4′ Copl minor 4′ Quintadena 4′ Quinta major 3′ Superoctav 2′ Mixtura III Cimbal II | Subbass 16′ Octavbass 8′ Superoctavbass 4′ |